# چانگان سی‌ایکس۳۰
چانگان سی‌ایکس۳۰ یک سدان کامپکت است که توسط خودروساز چینی چانگان تولید شده‌است.
این خودرو در نمایشگاه اتومبیل شانگهای معرفی شد و از همان سال به بازار عرضه شد.

## بررسی اجمالی
چانگان سی ایکس۳۰ مجهز به یک موتور ۱٫۶ لیتری ۷۱ کیلوواتی است که ۱۴۰ نیوتن متر گشتاور تولید می‌کند. همچنین این خودرو مجهز به یک موتور ۲٫۰ لیتری ۱۱۲ کیلوواتی با گشتاور ۱۹۲ نیوتن متر است. محدوده قیمت این خودرو از ۶۶٫۸۰۰ یوان تا ۱۰۶٫۸۰۰ یوان است.

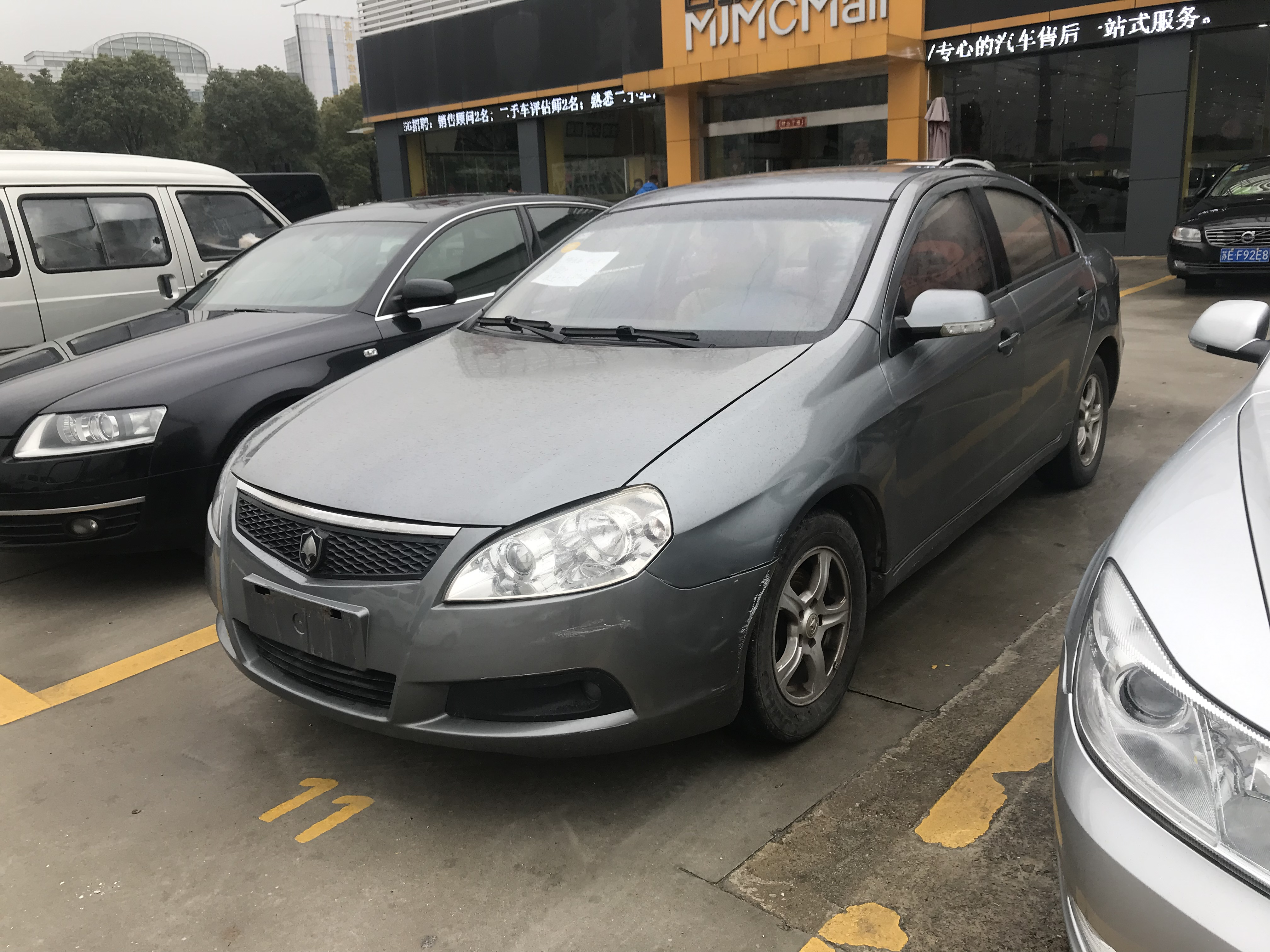
نمای جلو
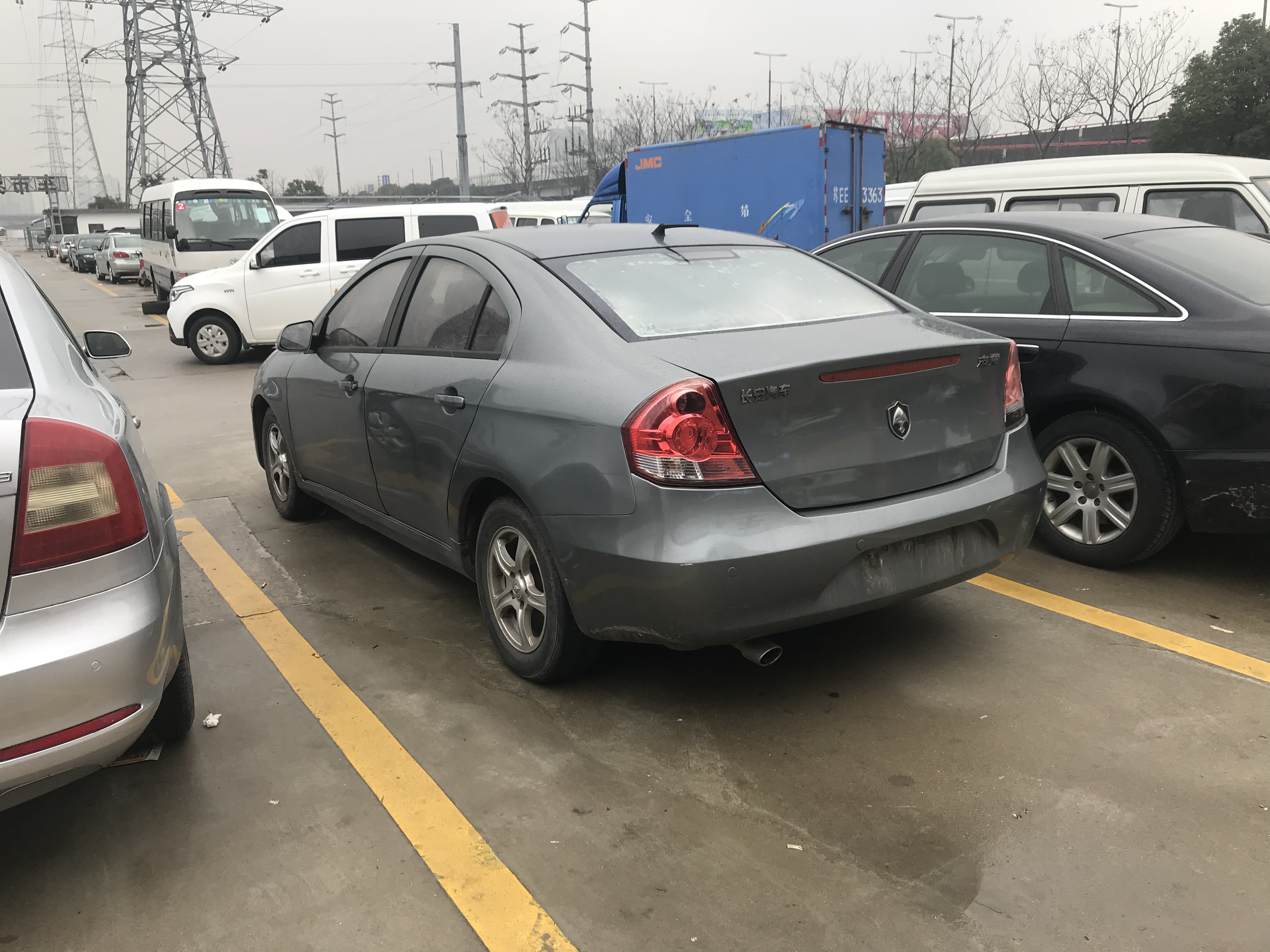
نمای عقب
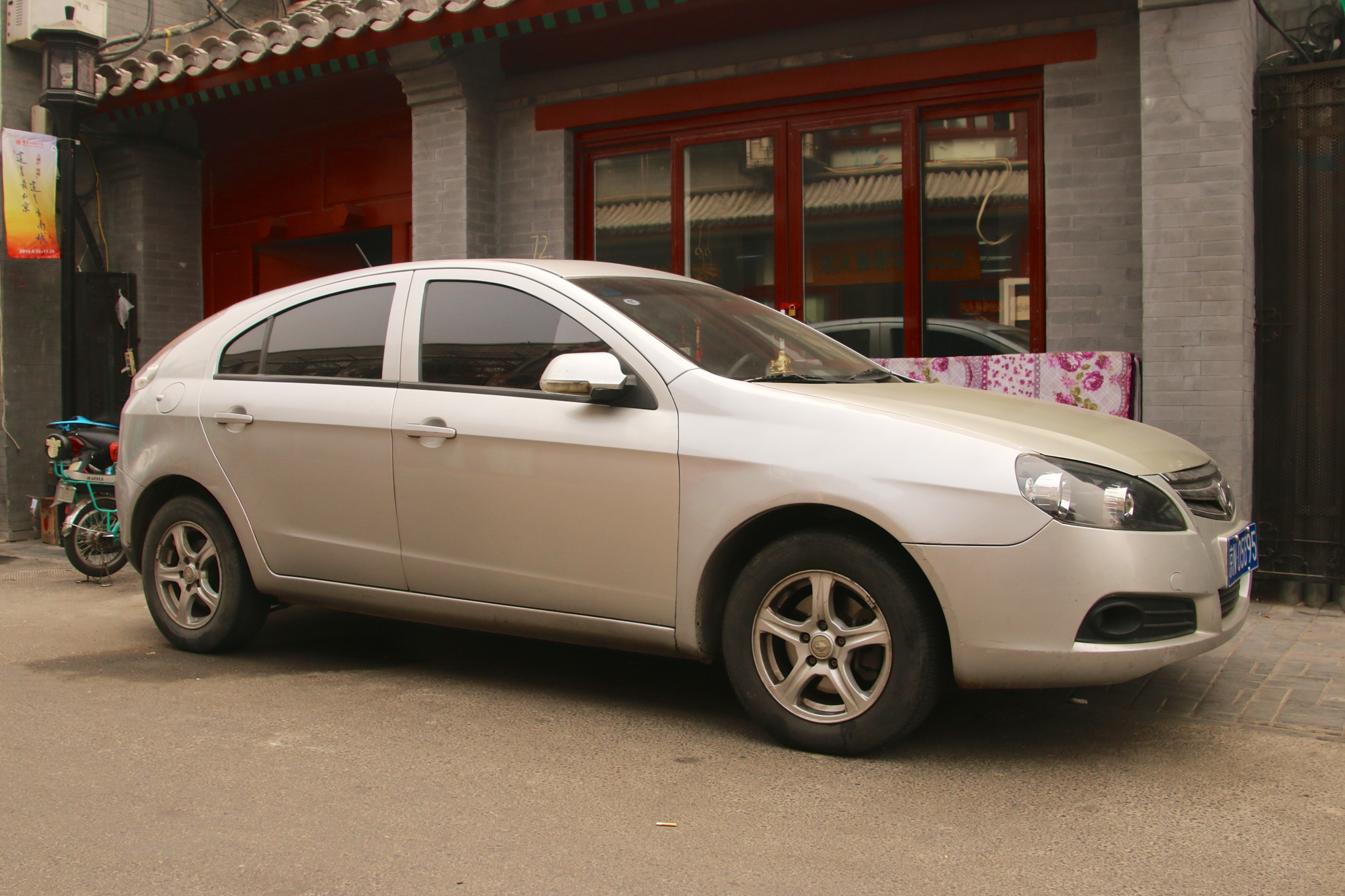
مدل هاچ‌بک
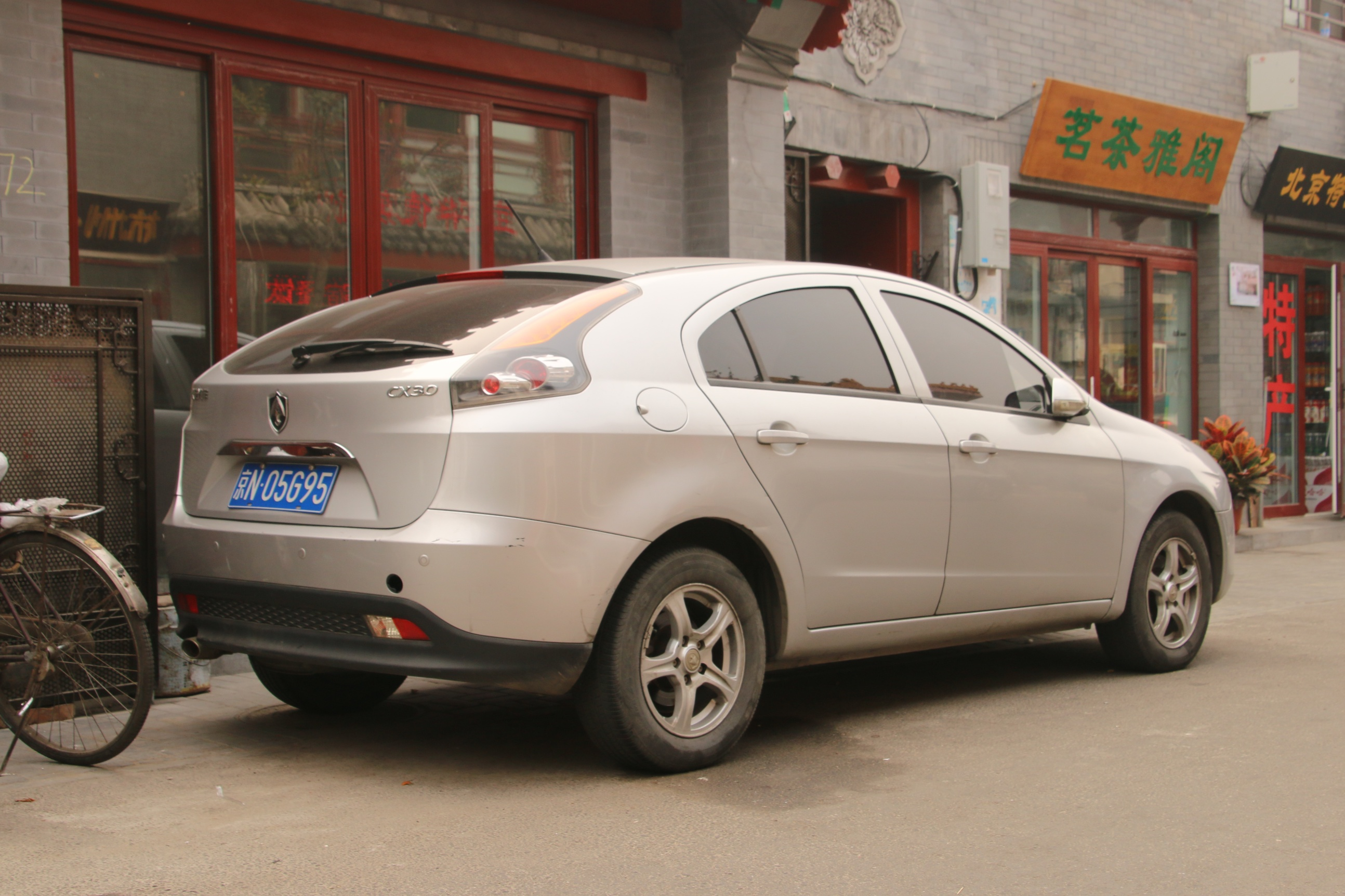
عقب هاچ بک چانگان CX30.